# Džinšinska vojna
Džinšinska vojna (壬申の乱 Džišin no ran) je bil spor za nasledstvo na Japonskem, ki je izbruhnil leta 672 po smrti cesarja Tendžija. Ime se nanaša na džinšin (壬申), deveto leto šestdesetletnega koledarskega cikla Džikkan Džu'niši, ki se ujema z letom 673 v Zahodnih koledarjih.
Tendži je sprva imenoval svojega brata princa Oama za naslednika, a si je kasneje premislil v korist svojega sina, princa Otoma. Zaradi nasilja, ki je izbruhnilo kot posledica rivalstva med podporniki, si je Otomo, ki je sedel na prestolu manj kot leto, vzel življenje. Nasledil ga je cesar Oama, ki je postal cesar Tenmu.

## Ozadje
Cesar Tendži je zasedel prestol in ustvaril prestolnico v Omi-Ocuju (današnje mesto Ocu, prefektura Šiga). Trudil se je, da bi po vzoru kitajske dinastije Tang ustvaril močno državo. Uvažal je kulturo, arhitekturo in politični sistem Tangov. Morali so dajati vtis, da so vsaj tako močni kot kitajska dinastija, saj bi drugače izpadli šibki in bi jih lahko napadli.
Naslednja stvar, ki jo je moral narediti, je zagotoviti si naslednika. Njegova cesarica je bila Jamato-hime, a nista imela otrok. Izmed necesarskih žena je moral najti primernega sina. Princ Takeru je bil najstarejši, a je bil nem in je umrl pri sedmih letih.  Princ Otomo je bil naslednji. Delal je trdo, bil pa je tudi pameten in dvorni intelektualec. Bil je dovolj sposoben za naslednjega cesarja.
Čeprav je bil Otomo skoraj popoln, je bila njegova mama iz gospodinjstva ruralnega lastnika zemlje in ne iz cesarske hiše. To je bila velika slabost pri pridobivanju nasledstva za njenega sina. Hkrati je bil Oama, Tendžijev mlajši brat, tudi izvrsten kandidat. Zaradi visokega rodu je imel boljši ugled, kar je na koncu privedlo do spora.
Leta 670 je cesar zbolel, zaradi česar je predal nasledstvo Otomu. Oama je skušal odgnati. Povabil ga je v spalnico in ga vprašal, če si želi prestol. Ker je princ vedel, da bi ga v preimeru, da odgovori z ja, verjetno aretirali, je rekel ne. Dodal je, da želi postati menih in da naj Otomo zasede prestol. Cesar je sprejel prinčev predlog. Naslednji dan je odšel Oama v Jošino in postal menih.
Cesar je razglasil Otoma za prestolonaslednika. K sebi je priklical šest podanikov, ki so morali priseči, da bodo pomagali Otomu. Nekaj dni kasneje je umrl.

## Vojna
Po cesarjevi smrti je začel Otomo opravljati upravne dolžnosti cesarja. Soga no Akae (蘇我赤兄), Soga no Hatajasu (蘇我果安), Kose ne Omi Hito (巨勢臣比等), Ki no Uši (紀大人) in drugi podaniki so mu sledili.
Princ Oama se je pretvarjal, da je menih v Jošinu, a je iskal priložnost, da zaneti upor in izžene cesarja. Skrivoma je zbiral vojake in orožje za udar. V sedmem mesecu leta 672 se je odpravil iz Jošina proti palači v Ocuju, kjer je živel cesar.
Pred njegovo vojsko je bilo več težav: v nekaterih delih države so jih zadrževali gverilski napadi. Vsakič so bili potrpežljivi in se borili hrabro. Sprejemali so tudi nove podpornike.
Vojna je trajala približne en mesec. Po obupnih naporih si je Oama priboril prestolnico. Otomo je zbežal na goro Nagara blizu palače, kjer se je zadušil do smrti. Njegove podanike so aretirali in kaznovali kot vojne zločince.
Zmagovalec, princ Oama, je požgal prestolnico in se vrnil v Asuko, kjer je zgradil palačo Asuka-Kijomihara. Poročil se je s cesarico Uno-Sararo.

## Dogodki v vojni
Sledeči datumi so po julijanskem koledarju.
- Junij 672: princ Otomo ukaže guvernerjem provinc Mino in Ovari izgradnjo misasagija (mavzoleja) za mrtvega cesarja
- 22. julij: princ Oama ukaže Murakuni no Ojoriju (村国男依), Vanibe no Kimiteju (和珥部君手) in nekaterim drugim podanikom, naj prihitijo v O no Hindži (多品治) v provinci Mino ter da naj zbirajo vse možno orožje. Sporočili so mu namreč, da ministri na dvoru Omi-kjo kujejo zarote proti njemu.
- 24. julij: princ Oama se odpravi proti vzhodu iz Jošina. Okida no Kimi Jesasa (大分君 恵尺) in nekaj drugih ministrov odpošlje k princu Takasaku, ki je odgovoren v njegovi odsotnosti. Jesaku pusti, da odhiti v Omi-kjo in pozove princa Takečija in Ocuja v Ise.
- 26. julij: zjutraj princ Oama časti boginjo Amaterasu na bregu reke Tohogava (迹太川) v okrožju Asake (朝明). Pridruži se mu princ Ocu.
- 27. julij: princ Oama nadaljuje pot v Fuvo (不破) po nasvetu princa Takečija.
- 31. julij: princ Oama pošlje Ki no Omi Abemara (紀臣阿閉麻呂), O ne Hondžija in nekatere svoje ministre preko Jamata čez goro Mijama (大山) v Ise.  Mutakuni no Ojorija in nekatere služabnike, ki poveljujejo več 10.000 vojakom, odpošlje z ukazom, naj nadaljujejo iz Fuve direktno proti Omi-kjoju  (山部王). V strahu, da ne bo mogel ločiti svojih vojakov od cesarjevih, jim na oblačila nariše rdeča znamenja. Dvor v Omi-kjoju naroči princu Jamabeju (山部王) in Soga no Hatajasuju, naj se utaborijo ob reki Inugami  (犬上川) ter se pripravijo na napad na Oamove sile v Fuvi. Do težav pride med Omijevimi vojaki in princa Jamabeja ubijejo, zato vojska ne more napredovati. Soga no Hatajasu, Jamabejev morilec, se vrne iz Inugamija in se zabode v grlo, zaradi česar umre. Hata no Kimi Jakuni (羽田公矢国), general iz Omija, pride k Oamu in se preda. Princ ga imenuje za generala in mu pusti nadaljevati pot proti Košiju. Iz Omija pošljejo izbrane vojake, da priredijo hitri vdor v vas okoli Semegaja (醒ヶ井; danes v prefekturi Šiga), tako da pošljejo Izumo no Koma (出雲狛), da jih napade in jih s tem prežene.
- 1. avgust: Otomo ne Fukej (大伴吹負) se utabori na vrhu gore Narajama (乃楽山). Aredao no Atae Akamaro (荒田尾直赤麻呂 naslovov) zadolži Fukeja za dobro obrambo stare prestolnice Asuke. Fukej da odstraniti deske iz mostov in jih postavi na prometne poti v bližini prestolnice.
- 2. avgust: Fukei se bori s Soga no Hatajasujevimi silami pri gori Narajama, a je poražen in njegovi možje zbežijo. Hatajasujeve sile ga preganjajo do Asuke, a se ustrašijo zasede, ko zagledajo utrjeno cesto pri prestolnici.
- 3. avgust: Tanabe ne Osumi (田辺小隅), generalpodpolkovnik Omijeve strani, in njegove izbrane sile želijo vstopiti v Oamov tabor in ga skrivoma napasti.
- 4. avgust: O no Hondži prestreže Tanabe no Osumijeve sile, pride do spopada.
- 5. avgust: Murakuni no Ojori in njegove sile se bojujejo s silami iz Omija pri reki Jokogava v Okinagi (息長) in jih premagajo; ubijejo generala Sakaibe no Kusurija (境部薬).
- 7. avgust: Ojori in njegovi možje napadejo Hada no Tomotarija (秦友足) iz tabora Omi na gori Tokojama (鳥籠山) in ga ubijejo. Ki no Abemaro pošlje ob vesti o Fukejevem porazu 1000 konjenikov pod poveljstvom Okizome no Muradži Usagija (置始連菟) proti Asuki na pomoč.
- 11. avgust: Ojori in njegovi možje doživijo velik poraz v boju na obrežju reke Jasukava.
- 15. avgust: V Kurimotu Ojori napade in odžene vojsko iz Omija.
- 20. avgust: Oyori in njegove možje prispejo v Seto. Princ Otomo in njegovi ministri se skupaj utaborijo zahodno od mosta. Pride do velike bitke, po kateri Otomo in ministri bežijo za življenje. Otomo no Fukej po porazu pri gori Narajama zbere preostale može in se bojuje z Iki no Karakunijem (壱伎韓国) pri Čimati (衢) v Tajmi (当麻). Pogumen vojak Kume (来目) hrabro uteče v sredo Karakunijeve vojske in jo porazi.
- 21. avgust: Ojori ubije generala Inukaj no Isokimija (犬養五十君) in Hasama no Atae Shioteja (谷直塩手) iz Omija na tržnici v Avazuju (粟津). Princ Otomo se več nima kam skriti, zato se zateče na goro Nagara, kjer se zadavi.
- 8. oktober: princ Oama zmagoslavno vkoraka v Asuko